# Ozero Grjadskoje
Ozero Grjadskoje (ryska: Озеро Грядское) är en sjö i Belarus.   Den ligger i voblasten Minsks voblast, i den norra delen av landet, 110 km norr om huvudstaden Minsk. Ozero Grjadskoje ligger 171 meter över havet. Arean är 0,17 kvadratkilometer. Den sträcker sig 0,4 kilometer i nord-sydlig riktning, och 0,6 kilometer i öst-västlig riktning.
I omgivningarna runt Ozero Grjadskoje växer i huvudsak blandskog. Runt Ozero Grjadskoje är det glesbefolkat, med 19 invånare per kvadratkilometer.